# Resursa Kupiecka (Bydgoszcz)
Resursa Kupiecka – budynek kulturalny, który mieścił się w Bydgoszczy przy ulicy Jagiellońskiej 13. Rozebrany w 1970 roku.

## Historia
Budynek powstał na terenie dawnego folwarku miejskiego Grodztwo. W 1837 r. Wilhelm Kienitz kupił tu dom i założył park. Po przebudowie budynku w 1858 r. August Wilke założył restaurację i ogród rozrywkowy typu Établissement. W budynku frontowym (przebudowanym w 1890 r.) funkcjonował popularny lokal gastronomiczny, a na jego zapleczu wznosiła się m.in. kręgielnia, altany, scena letnia, budynki gospodarcze. Znaczną część terenu zajmował ogród z altanami, pergolami, bufetami i fontanną. Najbardziej reprezentacyjną częścią założenia była sala koncertowo-teatralna zajmująca całe 1 piętro zwana Concordia–Theater.  
W 1925 r. dom z ogrodem zakupiło Towarzystwo Kupców, stąd nazwa Resursa Kupiecka. Całość prowadził restaurator Jan Sentkowski. Resursa była jednym z największych zespołów restauracyjno-rozrywkowych typu Établissement w Bydgoszczy. Na parterze znajdowały się sale restauracyjno-kawiarniane oraz mała scena teatralna. Duża sala z balkonem znajdowała się na piętrze. Resursa służyła do organizacji zebrań i spotkań towarzyskich, rautów, balów karnawałowych i zabaw. W dużej sali z estradą odbywały się przedstawienia teatralne, muzyczne: koncerty orkiestr i zespołów muzycznych oraz chórów.
W Resursie bywali wybitni mężowie stanu i artyści, np. gen. Józef Haller (1930, 1939). Koncertowały prawie wszystkie orkiestry bydgoskie, zespoły z Torunia, Grudziądza, Inowrocławia, mandoliniści i chórzyści. W 1925 r. wystąpił zespół Operetki Poznańskiej. 
Ogród koncertowy, ze starodrzewem, kawiarenką ogrodową, werandą, kręgielnią oraz muszlą koncertową i miejscem do tańca, służył do końca 1950 r. Północną część ogrodu zabrano pod zabudowę blokową, a w południowej wzniesiono Szkołę PZPR. W 1954 r. Resursę Kupiecką przejął Komitet Wojewódzki PZPR i zamienił na salę konferencyjną. Budowlę rozebrano w 1970 r. w związku z przebudową ul. Jagiellońskiej i budową Ronda Jagiellonów.